# تنظیم‌کننده اسیدیته

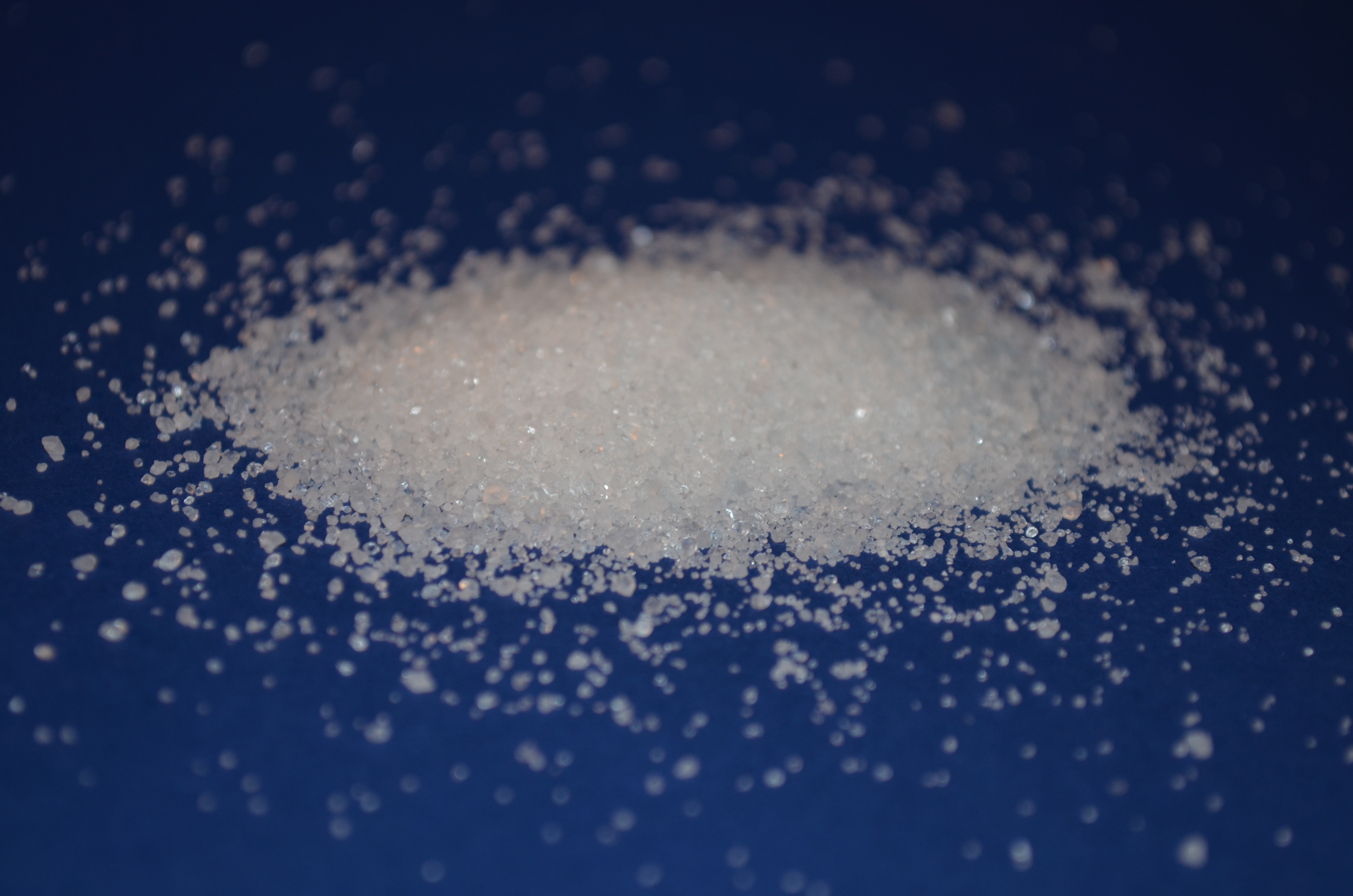
سیتریک اسید خشک

تنظیم‌کننده اسیدیته یا عامل کنترل‌کننده PH مواد افزودنی غذایی هستند که برای تغییر یا حفظ پی‌اچ اسید یا باز) استفاده می‌شوند. این مواد می‌توانند اسید آلی یا اسید معدنی، باز، خنثی یا محلول بافر باشند. عوامل معمولی شامل اسیدهای زیر و نمک‌های سدیم آن‌ها است: اسید سربیک، استیک اسید، بنزوئیک اسید و پروپانوئیک اسید. تنظیم‌کننده‌های اسیدیته با عدد ئی آن‌ها نشان داده می‌شود، مانند E260 (استیک اسید) یا به سادگی به عنوان اسید غذایی ذکر شده‌است.